# Język gedaged
Język gedaged – język austronezyjski używany w prowincji Madang w Papui-Nowej Gwinei, na wyspach Bagabag, Karkar, Sek i Yabob oraz we wsiach na wybrzeżu Nowej Gwinei. Według danych z 2003 r. posługuje się nim 7 tys. osób. Historyczna lingua franca.
Jest zapisywany alfabetem łacińskim.